# Великий Гетсбі (фільм, 1926)
«Великий Гетсбі» (англ. The Great Gatsby) — американська німа мелодрама 1926 року режисера Герберта Бренона. Це перша екранізація однойменного роману 1925 року Френсіса Скотта Фіцджеральда. Джея Гетсбі зіграв Ворнер Бакстер, а Дейзі Б'юкенен зіграла Лоїс Вілсон.
Фільм знято кінокомпанією Famous Players-Lasky, а дистриб'ютор — Paramount Pictures. Великий Гетсбі на сьогодні вважається втраченим фільмом, жодної копії досі не знайшли і єдиним наочним доказом існування фільму лишається однохвилинний трейлер.

## В ролях
- Ворнер Бакстер — Джей Гетсбі
- Лоїс Вілсон — Дейзі Б'юкенен
- Ніл Гемілтон[en] — Нік Керравей
- Джорджія Гейл[en] — Міртл Вілсон
- Вільям Пауелл — Джордж Вілсон
- Гейл Гамільтон — Том Б'юкенен
- Джордж Неш — Чарльз Вулф
- Кармеліта Гераті — Джордан Бейкер
- Ерік Блор[en] — Лорд Дігбі
- Ганбот Сміт[en] — Берт
- Клер Вітні — Кетрін
- Клод Брук — епізодична роль (немає в титрах)
- Ненсі Келлі — немає в титрах

## Зйомки
Сценарій для зйомок був написаний Беккі Гардінер і Елізабет Міхан та ґрунтувався на театральній постановці Великого Гетсбі режисера Овена Девіса. Незабаром після того, як 2 лютого 1926 року в бродвейському театрі Амбасадор відбулась презентація спектаклю Великий Гетсбі режисера Джорджа К'юкора, Famous Players-Lasky і Paramount Pictures придбали права на екранізацію за $45,000.
Режисер фільму Герберт Бренон, бачив Великого Гетсбі, як фільм із жанровою легковажністю, популярними розвагами, п'яними загулами героїв в маєтку Гетсбі й підкреслюючи їхню скандальність. Тривалість фільму: 80 хвилин.

## Сьогодення
Професор кінематографії Університету Небраски-Лінкольна Вілер Вінстон Діксон, зробив великі, але невдалі спроби знайти збережені копії фільму. Діксон зазначив, що з'явилися чутки про те, що копія лишилась в невідомому архіві в Москві, але відкинув ці чутки як необґрунтовані.
Однак, до наших днів зберігся трейлер фільму, що був опублікований 2004 року. Цей однохвилинний ролик зберігається в бібліотеці Конгресу. Цей трейлер був доданий до Blu-ray релізу екранізації 2013 року режисера База Лурманна.

## Реакція
Ця екранізація «Великого Гетсбі» стала єдиною, яку зміг побачити автор роману. Френсіс Скотт Фіцджеральд разом з дружиною пішли з фільму, навіть не додивившись його до кінця. Зельда Фіцджеральд незабаром написала дочці, що фільм був огидними та жахливим.